# Cristhian Stuani
Cristhian Ricardo Stuani Curbelo (* 12. Oktober 1986 in Tala) ist ein uruguayischer Fußballspieler.

## Karriere

### Verein
Der 1,84 Meter große, auch als Christian Stuani benannte Offensivakteur wird in einigen Quellen bereits seit der Clausura 2004 im Erstligakader von Danubio geführt. Der Verein weist ihn in jener mit dem Meistertitel gekrönten Saison nicht als Mannschaftsbestandteil aus, erwähnt allerdings sein Debüt in jener Saison. Im Meisterjahr bestritt er zwei Ligaspiele. In der Zwischensaison 2005 folgten fünf weitere Spiele mit Stuanis Beteiligung. 2005/06 traf er viermal bei 15 Einsätzen. In Uruguay absolvierte er sodann in der Saison 2006/07 eine Leihstation bei Bella Vista in der Segunda División. Dort wies er mit zwölf Toren in 14 Spielen eine äußerst erfolgreiche Bilanz aus. Für Danubio spielte er im Anschluss die Apertura 2007. In der Saison 2007/08 wurde Stuani mit 19 erzielten Treffern Torschützenkönig der Primera División. Dafür benötigte er lediglich 14 Spiele in der Saisonhinrunde.
Anfang Januar 2008 führte ihn sein Weg inmitten der Saison nach Europa. Dort schloss er sich dem italienischen Klub Reggina Calcio an. Während er in seiner ersten Spielzeit bei den Italienern noch auf zwölf torlose Einsätze – darunter elf Einwechslungen – kam, wurde er im folgenden Spieljahr nur noch sechsmal berücksichtigt, erzielte jedoch immerhin seinen einzigen Treffer für diesen Verein. In der Saison 2009/10 stand er im Rahmen einer Ausleihe in Spanien bei Albacete Balompié unter Vertrag. Mit 22 Treffern in je nach Quellenlage 39 oder 40 bestrittenen Partien, von denen er bei 38 Spielen in der Startelf stand, zeichnete er bei diesem Engagement in der Liga Adelante bedeutend erfolgreicher. 2010/11 wurde er von Reggina an UD Levante ausgeliehen. 30 Spiele in der Liga mit acht Toren stehen dort für ihn zu Buche. Von August 2011 bis zum Ende der Saison 2011/12 spielte er auf Leihbasis für Racing Santander. In der Copa del Rey 2011/12 erzielte er dort vier Treffer. Für die Primera División weist seine Einsatzstatistik neun Tore in 32 Spielen aus. Anschließend kehrte er kurzzeitig zu Reggina Calcio zurück, kam dort jedoch zu keinem weiteren Einsatz.
Ab Ende August 2012 stand er bei Espanyol Barcelona unter Vertrag. Dort absolvierte er in seiner ersten Saison 32 Spiele und schoss sieben Tore. In der Spielzeit 2013/14 kam er zu 34 Einsätzen. Dabei erzielte er sechs Treffer. Für die Saison 2014/15, die sein Verein als Tabellenzehnter abschloss, stehen 37 Erstligaeinsätze (zwölf Tore) zu Buche. Am 1. März 2015 verlängerte er seinen Vertrag bei dem spanischen Klub um weitere zwei Jahre bis zum 30. Juni 2018. Im Juli 2015 einigte er sich jedoch mit dem englischen Klub FC Middlesbrough auf einen Wechsel, der Anfang August bestätigt wurde. Nach Vereinsangaben betrug die Ablösesumme drei Millionen Euro. Bei den Engländern wurde er in der Saison 2015/16 in 36 Ligaspielen eingesetzt und erzielte sieben Treffer. Zudem schoss er vier Tore bei drei League-Cup-Einsätzen und bestritt eine Partie (kein Tor) des FA Cups. Sein Klub stieg als Tabellenzweiter der Football League Championship in die Premier League auf. In der folgenden Premier-League-Spielzeit traf er viermal bei 23 Erstligaeinsätzen ins gegnerische Tor.
Im Juli 2017 unterschrieb er einen Dreijahresvertrag beim spanischen Erstligaaufsteiger FC Girona. Mit 21 Toren in 33 Spielen war er in der La-Liga-Saison 2017/18 der Top-Torjäger seines Vereins und in der Torschützenliste belegte er den fünften Platz. In der darauf folgenden Saison erzielte er 19 Tore in 32 Spielen, kein anderer Spieler des Vereins erzielte in dieser Saison mehr Tore. Sein Club FC Girona stieg am Ende der Saison in die Segunda División ab. Stuani blieb dem Verein jedoch treu und erzielte dort 29 Tore in 36 Spielen, bei denen er mitwirkte, womit er Torschützenkönig der 2. Spanischen Liga wurde. In den Aufstiegsplayoffs 2019/20 erzielte er 2 Tore in 4 Spielen. Trotzdem verpasste der FC Girona den sofortigen Wiederaufstieg in die erste spanische Liga.

### Nationalmannschaft
Stuani gehörte 2005 der uruguayischen U-20-Auswahl an, die an der U-20-Südamerikameisterschaft 2005 in Kolumbien teilnahm. Er war mindestens im Juni 2007 Teil der von Roland Marcenaro betreuten U-23-Auswahl Uruguays. Stuani ist Mitglied der uruguayischen A-Nationalmannschaft. Sein Debüt feierte er am 14. November 2012 in der Partie gegen Polen, als er in der 84. Spielminute für Luis Suárez eingewechselt wurde. Auch im Freundschaftsländerspiel gegen Japan am 14. August 2013 kam er als Einwechselspieler zum Zuge. Am 6. September 2013 wurde er beim Spiel gegen Peru erstmals in der Qualifikation zur Weltmeisterschaft eingesetzt. Sein erstes Länderspieltor erzielte er am 10. September 2013 in der WM-Qualifikations-Partie gegen Kolumbien. Bei der Weltmeisterschaft 2014 in Brasilien gehörte Stuani ebenso wie auch bei der Copa América 2015 in Chile dem Aufgebot Uruguays an. 2018 wurde Stuani ebenfalls zur Fußball-Weltmeisterschaft berufen. Bei der WM-Endrunde in Russland wurde er beim 2:1-Sieg im Achtelfinale gegen Portugal sowie bei der 0:2-Niederlage gegen die späteren Weltmeister aus Frankreich im Viertelfinale eingesetzt.
Insgesamt absolvierte er bislang 50 Länderspiele und schoss acht Tore.

### Erfolge
- Uruguayischer Meister: 2004
- Torschützenkönig Primera División (Uruguay) 2007/08 mit 19 Treffern
- Torschützenkönig Segunda División 2019/20 mit 29 Treffern